# Aymen Barkok
Aymen Barkok (em árabe: أيمن بركوك; Frankfurt am Main, 21 de maio de 1998) é um futebolista profissional marroquino nascido na Alemanha que atua como meia. Atualmente, joga no Schalke 04 e pela Seleção Marroquina de Futebol.[carece de fontes?]

## Carreira
Barkok foi revelado pelo Kickers Offenbach. Em 2013, o jogador foi contratado pelo Eintracht Frankfurt, mas só foi promovido ao time principal em 20 de outubro de 2016,[carece de fontes?] quando assinou seu primeiro contrato profissional até 2020.
Barkok estreou pelo time principal do Eintracht Frankfurt em 20 de novembro de 2016, em um jogo fora de casa contra o Werder Bremen, substituindo Mijat Gaćinović no minuto 75. Barkok marcou um gol no minuto final da partida, ganhando o jogo por 2–1.
Em 19 de maio de 2018, Barkok foi emprestado ao Fortuna Düsseldorf.

### Carreira internacional
Nascido na Alemanha, Barkok defendeu as seleções de base da Alemanha. Atuou pela Seleção Marroquina de Futebol pela primeira vez na vitória sobre Senegal por 3–1.

## Títulos
Eintracht Frankfurt
- Copa da Alemanha: 2017–18
- UEFA Europa League: 2021-22

### Prêmios individuais
- 36º melhor jovem do ano de 2017 (FourFourTwo)[6]